# Monique Pavão
Monique Marinho Pavão est une joueuse brésilienne de volley-ball née le 31 octobre 1986 à Rio de Janeiro. Elle mesure 1,78 m et joue au poste d'attaquante. Sa sœur jumelle Michelle Marinho Pavão est également joueuse de volley-ball.

## Clubs
| Club                       | De        | À         |
| -------------------------- | --------- | --------- |
| Macaé Sports               | 2004-2005 | 2006-2007 |
| Rio de Janeiro Volêi Clube | 2007-2008 | 2009-2010 |
| Macaé Sports               | 2010-2011 | 2010-2011 |
| Praia Clube                | 2011-2012 | 2013-2014 |
| Sesi-SP                    | 2014-2015 | 2014-2015 |
| Rio de Janeiro Volêi Clube | 2015-2016 | 2018-2019 |
| Praia Clube                | 2019-2020 | …         |

## Palmarès

### Équipe nationale
- Grand Prix Mondial
  - Vainqueur : 2013, 2014, 2017.
- World Grand Champions Cup
  - Vainqueur : 2013.
  - Finaliste : 2017.
- Championnat d'Amérique du Sud
  - Vainqueur : 2013, 2015, 2017.

### Clubs
- Championnat du monde des clubs
  - Finaliste : 2017.
- Championnat sud-américain des clubs
  - Vainqueur : 2016, 2017.
  - Finaliste : 2009, 2018, 2020.
- Championnat du Brésil
  - Vainqueur : 2009, 2016, 2017.
  - Finaliste : 2010, 2018.
- Coupe du Brésil
  - Vainqueur : 2007, 2016, 2017.
  - Finaliste : 2015, 2020.
- Supercoupe du Brésil
  - Vainqueur : 2015, 2016, 2017, 2019.

### Distinctions individuelles
- Championnat sud-américain des clubs de volley-ball féminin 2017: Meilleure attaquante.